# Мазуров, Антон Валерьевич
Анто́н Вале́рьевич Ма́зуров (род. 21 ноября 1968 года, Москва, СССР) — деятель российской киноиндустрии и международного кинофестивального движения, кинодистрибьютор, кинокритик, историк кино и киновед.

## Биография
Родился 21 ноября 1968 года в Москве.
Учился в Московской Медицинской академии им. Сеченова.
В 1998 году окончил киноведческое отделение сценарно-киноведческого факультета ВГИК (мастерская Л.Зайцевой и Л.Маматовой).
Работал в Центральном Музее кино, кинообозревателем «Независимой газеты», как сценарист программы «Это кино» на «Первом канале».
Публиковался в журналах «Искусство кино», «Видео АСС», «Premiere» (Россия), «OM», «Меню удовольствий», Total Film, Play, «Итоги», «Кинопарк», в газетах «Русский телеграф», «Action!», Газета.Ru, YTRO.ru, Arthouse.ru, «Время МН», «Сегодня», Rolling Stone и др.
В 1998-2000 гг. — директор по PR и рекламе прокатной компании Творческое содружество «Ист-Вест» (ныне — UIP). Один из авторов манифеста арт-хаусного проката в России «ПРОЕКТ 35», реализованном с 2000 года в кинотеатре «35 ММ» в Москве.
С 2000 г. — креативный директор российской кинопрокатной компании «Cosmopol Film Distribution» (после — ООО «Кино без границ»). В 2004-2009 гг. — вице-президент, креативный директор российской прокатной компании «Кино без границ» и ее учредителя — шведской кинокомпании «Maywin Media AB».
В мае 2009 г. вместе с Сергеем Ливневым создал продюсерскую и дистрибуционную арт-кинокомпанию «ЛеопАРТ» и информационный портал об арт-кино KINOTE.
В 2010-2011 гг. был программным директором фестиваля современного арт-кино «2morrow/Завтра», основанного Иваном Дыховичным.
В 2012 году вместе с продюсером Евгением Гиндилисом посвятил созданию и проведению в октябре первого российского международного кинорынка «Red Square Screenings» (RSS) в партнерстве с российским Фондом Кино и каннским Marché du Film.
В 2013 году создал международную компанию ANT!PODE Sales & Distribution для продажи мировых прав на кинокартины (в первом пакете компании «Географ глобус пропил» Александра Велединского, «Небесные жены луговых мари» Алексея Федорченко (и будущие проекты режиссера), «Искупление» Александра Прошкина, «Интимные места» Натальи Меркуловой и Алексея Чупова).
В 2019 году, исчерпав ресурс предыдущего проекта ANT!PODE Sales & Distribution, Антон основал международную компанию ANT!DOTE Sales. С 2022 года ANT!DOTE Sales функционирует как независимое международное подразделение по продажам шведской дистрибьюторской компании Maywin Media AB.
Читал лекции в московском филиале New York Film Academy. В 2014 году прочитан курс публичных лекций по истории зарубежного неигрового кино в цикле «История киноглаза: авторские способы документирования реальности и прошлого» в Московском Центре Документального Кино (ЦДК). В 2018 по 2022 читал публичные лекции по истории и эстетике кино в библиотеке им. Некрасова в Москве. В 2023 году начал новый цикл открытых лекций «À propos du cinéma français» во Французском институте в Москве.
С сентября 2023 года в Высшей Школе Экономики совместно с Зарой Абдуллаевой ведёт общеуниверситетский курс посвященный истории и теории авторского кино.

## Циклы лекций

### «История киноглаза: авторские способы документирования реальности и прошлого» (2014)
Совместный цикл лекций с Михаилом Ратгаузом в Центре Документального Кино
- Роберт Флаэрти (31.01.2014)[17]
- Йорис Ивенс (26.02.2014 в VK Видео)[18] — текстовая расшифровка лекции
- Гуальтеро Якопетти (19.03.2014 в VK Видео)[19]
- «Вдали от Вьетнама»[фр.]: Йорис Ивенс, Уильям Кляйн, Клод Лелюш, Аньес Варда, Жан-Люк Годар, Крис Маркер, Ален Рене (05.04.2014 в VK Видео)[20]
- Жан Руш (03.05.2014 в VK Видео)[21]

### «Великий кинемо» (2018-2022)
Цикл лекций в библиотеке им. Некрасова
- «Дуговая лампа» немецкого экспрессионизма ( 05.12.2018)
- Кинематография в Третьем Рейхе ( 22.12.2018)
- Гуилтьеро Якопетти и мондо-фильмы ( 09.01.2019)
- Лик авторской независимости Джона Кассаветиса ( 16.01.2019)
- Физиология кино по Хэлу Эшби ( 30.01.2019)
- Голливуд — Новый Голливуд ( 27.02.2019)
- Антропология и социология Жана Руша ( 13.03.2019)
- Трагическое «П.П.П.» итальянского кино ( 27.03.2019)
- Милош Форман: нетрезвый человек в поисках формулы свободы ( 11.04.2019)
- Кто вы, William Klein? ( 29.04.2019)
- Карел Рейш: из Остравы до Лондона ( 05.06.2019)
- Жан Эсташ: утерянный гений французской Nouvelle Vague ( 26.06.2019)
- Жан Виго: магнетизм поэтического реализма ( 17.07.2019)
- Роберт Франк: кино как последовательность кадров ( 07.08.2019)
- Дмитрий Кирсанов и экспрессия французского авангарда ( 21.08.2019)
- Ван Бинь: мастерство медленного фильма ( 11.09.2019)
- Бела Тарр: режиссер Апокалипсиса ( 04.10.2019)
- Пётр Луцик и Алексей Саморядов: 90-е — ускользнувшее поколение ( 30.10.2019)
- Лоу Йе[англ.]: китайский европеец ( 13.11.2019)
- Некрореализм в кино: спонтанность наваждения Евгения Юфита ( 25.12.2019)
- Рюити Сакамото: император «экзистенциального» саундтрека ( 15.01.2020)
- Дэвид Уорк Гриффит: рождение киноискусства из духа зрелища ( 12.02.2020)
- Концепт американского авангарда в полуденных сетях Элеоноры Деренковской ( 11.03.2020)
- Кино-Театр эпатажа и абсурда Фернандо Аррабаля ( 11.07.2020)
- Рождение и гибель советской «новой волны»: Михаил Калик ( 29.08.2020)
- Цзя Чжанкэ — хроникёр нового Китая ( 30.09.2020)
- Боб Фосс — триумф и тупик Голливуда ( 18.11.2020)
- Человек из Ленинграда: этическая антропология Ильи Авербаха ( 25.01.2021)
- Приключения техники визуального: кино до кино. Часть 1 ( 17.02.2021)
- Миф «Дау»: спорный долгострой Ильи Хржановского ( 10.03.2021)
- Приключения техники визуального: кино до кино. Часть 2 ( 17.03.2021)
- Корнель Мундруцо: автор без авторства ( 07.04.2021)
- Авторский иероглиф «Германа, сына Германа»: чувство человека, формула времени, проклятие места ( 12.05.2021)
- Радикальная геометрия Вальтера Руттмана: от эксперимента к пропаганде ( 02.06.2021)
- КАННомания ( 28.07.2021)
- Александр Алексеев: в фантазме игольчатого мира ( 11.08.2021)
- Фрагментарная история от Пабло Ларрейна ( 01.09.2021)
- Драмы и синдромы судьбы Виктора Аристова ( 15.09.2021)
- Кинематограф от Жана Жене ( 27.10.2021)
- Господин Юло и пластика абсурда ( 08.12.2021)
- Шок судьбы: случай Александра Аскольдова ( 29.12.2021)
- Рой Андерссон: нордический опыт скепсиса и мизантропии ( 19.01.2022)
- «Камера — вечное перо»[23] Александра Астрюка ( 02.02.2022)

### «À propos du cinéma français» (2023-2024)
Цикл лекций о французской кинокультуре во Французском институте
- Поль Веккиали[фр.] — наследник эпохи Жана Ренуара ( 12.05.2023)
- Боги и монстры Абеля Ганса ( 08.06.2023)
- Ги Дебор донкихотствующий и его борьба с мельницами мифологий ( 17.07.2023)
- Кино как двойник театра: Антонен Арто и пограничные состояния сознания ( 14.09.2023)
- Маргерит Дюрас: работа над текстом ( 10.10.2023)
- Селин Сьямма: феминистская оптика ( 18.09.2024)
- Аньес Варда: Бабушка французской Nouvelle vague ( 16.10.2024)
- 1968 Год. Революция... Эпоха. ( 06.12.2024)

## Отдельные лекции
- «Как сделать фестиваль арт-кино»: Лекция в рамках «Проектного лектория Citycelebrity»[24], 13 октября 2011 г. Архивировано
- Антон Мазуров - «Фильм: точка зрения и картина мира» (часть 1) + (часть 2) на Vimeo // Vimeo-канал «Moscow School of New Cinema», 25 октября 2012 г.
- Дистрибуция авторского документального кино в России RUS  ENG  ORIGINAL // Youtube-канал «Russian Documentary Guild», 21 декабря 2016 г.
- Может ли World Sales агент что-то сделать для вас и вашего фильма? // Youtube-канал «Флаэртиана Flahertiana», 16 сентября 2018 г.
- Постдок и драма неигрового кино в России. Лекция Антона Мазурова // Youtube-канал «Флаэртиана Flahertiana», 11 декабря 2020 г.
- Кинофестивальное движение // Youtube-канал «KiT TV», 18 октября 2022 г.
- «Много ли мертвечины в некрореализме?». Лекция Антона Мазурова // Youtube-канал «Кинотеатр «Ноябрь»», 17 января 2025 г.

## Тексты

### Статьи
- Антон Мазуров. «Последний приют грустящего комедианта». «Независимая газета», 2 сентября 1999 г.
- Антон Мазуров. «Счастья нет». «Независимая газета», 4 ноября 1999 г.
- Антон Мазуров. Доминик Молль: «Есть история сама по себе». «Искусство кино», март 2001 г.
- Антон Мазуров. «Секс, смерть и окрестности». «Независимая газета», 22 мая 2002 г.
- Антон Мазуров. «Паук подкрался незаметно». «Независимая газета», 23 мая 2002 г.
- Антон Мазуров. «Сварщик без прошлого: путь самурая». «Независимая газета», 24 мая 2002 г.
- Антон Мазуров. «Удаленный доступ к телу». Gazeta.Ru, 3 сентября 2004 г.
- Антон Мазуров. «Ночь с Тарантино». Gazeta.Ru, 6 сентября 2004 г.
- Антон Мазуров. «Наручники в знак признания». Gazeta.Ru, 9 сентября 2004 г.
- Антон Мазуров. «Кричите громче». Gazeta.Ru, 5 сентября 2005 г.
- Антон Мазуров. «Якудза-сюрприз». Gazeta.Ru, 7 сентября 2005 г.
- Антон Мазуров. «Футбол серебряного века». Gazeta.Ru, 8 сентября 2005 г.
- Антон Мазуров. «Полюбил ковбой ковбоя». Gazeta.Ru, 12 сентября 2005 г.
- Алексей Простяков, Антон Мазуров. «АРТХАУСНЫЙ ЛИКБЕЗ или АРТХАУС И ОКРЕСТНОСТИ». Arthouse.Ru, 1 апреля 2007 г. Архивировано
- Антон Мазуров. «Шарунас Бартас. Огонь на отражение». Журнал «Rolling Stone», август 2009 г. Архивировано
- Антон Мазуров. «Злые остаются живыми». Радио Свобода, 14 марта 2016 г.
- Антон Мазуров. «Зеркало. Антон Мазуров о «Нелюбви» Звягинцева. С одобрением». Colta.ru, 19 мая 2017 г.
- Антон Мазуров. «Опрокинуть культуру. Антон Мазуров – об этическом конфликте». Радио Свобода, 16 декабря 2022 г.

### Интервью
- «Бабло победит зло»: Интервью для издания «Лаборатория рекламы, маркетинга и PR», октябрь 2008 г.
- «Репутацию козла я создавал осмысленно»: Интервью для издания TimeOut, 3 апреля 2009 г.
- «Судьба авторского кино в России. Законы физики»: Интервью для журнала «Искусство кино», июль 2009 г.
- «Неуступчивый профессионал»: Интервью для газеты «Сине Фантом», 22 октября 2009 г.
- «Я уверен, что в стране все еще есть живые люди»: Интервью для портала OpenSpace.Ru, 15 апреля 2010 г.
- «Арт–хаус никому не нужен»: Интервью для газеты Культура, 6 мая 2010 г.
- «Прямая речь: Антон Мазуров»: Интервью для портала Look At Me, 13 октября 2010 г.
- «Маленькие большие фестивали. Разбор»: Совместное интервью с Алексеем Медведевым для портала OpenSpace.Ru, 2 ноября 2010 г.
- «Провокация плюс просвещение»: Интервью для журнала «Искусство кино», декабрь 2010 г.
- «Среда остается дремучая»: Интервью для портала Полит.ру, 10 ноября 2011 г. Архивировано
- «Классический неудачник»: Интервью для газеты «Сине Фантом», май 2012 г. Архивировано
- «Катя не тянет»: Интервью для портала Colta.ru, 3 июня 2013 г.
- «Российский стенд должен демонстрировать, что русский кинобизнес активен»: Интервью для портала ProfiCinema, 13 сентября 2013 г.
- «Реальность всегда безумнее, чем любая фантазия»: Интервью для портала Colta.ru, 30 января 2014 г.
- «Будут такие фильмы, которые и скачать нельзя»: Интервью для издания Московские новости, 29 января 2014 г.
- «Авторское кино — больной наркоман, который плохо кончит»: Интервью для портала RUGRAD, 16 апреля 2014 г.
- «Калининграду повезло с кинотеатром "Заря", где ведется реальная культуртрегерская работа»: Интервью для портала «Русский Запад», 17 апреля 2014 г.
- «Холодный фронт российского кино»: Интервью для портала KINOTE, 25 апреля 2015 г. Архивировано
- «То, чего нет в реальных новостях, превращается в фильм»: Интервью для портала «Новый Компаньон», 9 октября 2018 г.
- «Я никому не рекомендую учиться кинематографу в России»: Интервью для сайта библиотеки им. Некрасова, декабрь 2018 г.

### Круглые столы
- «Хороший год: кризис и его последствия в российском кино»: Круглый стол в рамках Tomorrow Generation Campus фестиваля «Завтра/2morrow», OpenSpace.Ru, 19 октября 2009 г.
- «Модели взаимоотношений национальных фондов поддержки кино и независимых продюсеров»: Круглый стол в рамках фестиваля «Завтра/2morrow», Новая газета, 19 октября 2010 г.
- «Где кино?»: Круглый стол в рамках фестиваля «Завтра/2morrow», «Искусство кино», ноябрь 2010 г.
- «Кому нужны кинофестивали»: Дискуссия организованная журналом «Афиша», Афиша Воздух, 31 октября 2012 г.
- «Прокат документального кино в России. Утопия или реальность?»: Круглый стол на площадке ЦДК DOC, Festagent.com, 19 ноября 2012 г.
- «ММКФ статус и концепция»: Круглый стол на площадке НИИ киноискусства, «КиноСоюз», 26 июля 2013 г.
- «Документалистика в условиях цензуры — провал или возможность?»: Дискуссия в рамках Международного фестиваля документального кино “Флаэртиана”, REALISTFILM.INFO, 19 сентября 2022 г.

## Телепередачи
- О документальном кино /// ФРАГМЕНТЫ // Youtube-канал «Телеканал Дождь», 16 декабря 2010 г.
- Наблюдатель. Фестиваль 2morrow/завтра // Youtube-канал «Телеканал Культура», 3 октября 2013 г.
- Наблюдатель. Жан-Люк Годар. Вечно влюбленный в кино // Youtube-канал «Телеканал Культура», 15 декабря 2020 г.
- «Антисемитизм продолжает существовать». Почему важно помнить Холокост и что смотреть на кинофестивале «Хроники катастрофы»: Круглый стол на Телеканале Дождь, 28 января 2021 г.
- Бабий Яр. 80 лет спустя. Наблюдатель // Youtube-канал «Телеканал Культура», 29 сентября 2021 г.
- Большие кинофестивали 2021. Русский след. Наблюдатель // Youtube-канал «Телеканал Культура», 27 декабря 2021 г.
- Воскрешение через смех || ИзТории-Пророки // Youtube-канал «Идеи без границ», 31 октября 2023 г.
- Бог в деталях? || ИзТории-Пророки // Youtube-канал «Идеи без границ», 5 марта 2024 г.
- Наблюдатель. Кракауэр. Теория кино: Телеканал Культура на платформе Смотрим, 30 сентября 2024 г.
- Наблюдатель. Кабинет доктора Калигари: Телеканал Культура на платформе Смотрим, 26 марта 2025 г.